# Paramastix
A Paramastix a Hemimastigophora nemzetsége. 4 ismert faja a P. lata, a P. minuta, a P. conifera és a P. truncata.

## Történet
A Paramastixot először Skuja írta le 1948-ban a monotipikus Paramastigidae kláddal együtt. Típusfaja a Paramastix conifera, melyet másodszor 1997-ben észleltek Zölffel és Skibbe
1966-ban a Polyblepharidinae csoportba sorolták például a Hexamitus, Tetramitus és Trepomonas nemzetségek mellett.
Korábban sorolták a protozoonokon belül az állati ostorosok közé.

## Filogenetika
A Hemimastigophora nemzetsége.

## Morfológia
Tagjai gömbölyű sejttestűek. Héjlemezei forgásszimmetrikusak, és mikrotubulusok támasztják.
Nincs benne metabólia, ostorsorai a sejttest közepe felett véget érnek, és 8–12 ostorból állnak.

## Ökológia
Édesvízi, többek közt nagy folyókban él.
A P. conifera ősszel a leggyakoribb. Az Erie-tóban 1 m mélységig a fitoplankton 8,12%-át adta egy 2008-as kutatás szerint. 2008-ban El-Deeb Ghazy  et al. oxidációs tavak fakultatív lefolyásaiban és csatornákban találták.
Egyes mizocitózissal táplálkozó fajok, például a Myzozoa tápláléka.